# 워리어 (2011년 영화)
《워리어》(영어: Warrior)는 2011년 공개된 미국의 영화이다.

## 출연

### 주연
- 톰 하디 : 토미 리어든 / 콘론 (동생) 역
- 조엘 에저튼 : 브랜든 콘론 (형) 역
- 제니퍼 모리슨 : 콘론 부인 (형 부인) 역
- 닉 놀테 : 패디 콘론 (아버지) 역

### 조연
- 프랭크 그릴로 : 프랭크 역
- 케빈 던 : 교장 역
- 브라이언 칼렌 : 본인 역
- 노아 엠머리히 : 댄 테일러 역
- 숀 커트리지
- 커트 앵글 : 코바 역
- 리암 퍼거슨
- 제이크 맥롤린 : 마크 브래드 포드 역
- 바네사 마르티네즈 : 필라 페르난데즈 역
- 케빈 크리스티 : 맥스 홀 역
- 제이스 지니스 : 마이크 '더 뮤티에이터' 무어 역
- 페르난도 치엔 : 펜로이 역
- 로라 켄리 : KC 역
- 맥시밀리아노 헤르난데즈 : 콜트 보이드 역
- 미쉘 보이어
- 제프 호첸도너 : 해병 MP 역
- 이사야 바리사노
- 파누밧 엔터니 나나콤파놈 : 선추 역
- 폴 위버 : 링 사이드 오피셜 역
- 한스 마레로 : 디에고 산타나 역
- 아미르 페레츠 : 요시 역
- 소니 벨로지
- 스테파니 맥도우걸
- 앤드류 G 부찬
- 리처드 파이크 : 텐더 트랩 심판 역
- 레지나 실라
- 폴 모리스
- 애덤 스탠리 : 해병 역
- 제프 로워리
- 스티븐 빅터
- 엘리시아 애너시니
- 프랭크 아폴로니오
- 제이슨 베이커 : 캄파 체육관 직원 역
- 제임스 P. 베넷
- 스테파니 버토니
- 로버트 비직 : 아틀란틱 시티 도박꾼 역
- 모니카 시즈크존
- 해롤드 행크 클락
- BC 퍼트니
- 테이어 해리스
- 마키 헨더슨 : 링 사이드 파이트 팬 역
- 닉콜 호렐
- 윌리엄 카니아 : 레드 카펫 사진사 역
- 수잔 키스
- 릭 몽고메리 주니어 : 링 사이드 기자 역
- 제레미 문 : 이벤트 사진사 역
- 데이빗 모스
- 로우 파체코
- 드웨인 핀토프 : 링 사이드 닥터 역
- 빈센트 리비에조 : 카지노 고객 역
- 브레나 로스 : 링 걸 역
- 차스 쉘러 : BMX 라이더 역
- 길버트 소토
- 조셉 토나토레 : MMA 팬 역
- 미쉘 베자니 : 은행원 역
- 제임스 비스커시
- 제임스 워리 : 링 사이드 심판 역
- 아몬 요크 윌리엄스 : 해병 MP 역
- 존 우튼
- 지오반나 야노티

## 기타
- 공동제작: 제이미 마셜
- 공동제작: 안소니 탐바키스
- 미술: 댄 라이
- 세트: 론 본 브롬버그
- -무술감독: J.J. 페리
- 의상: 아비게일 머레이
- 시각효과부문: 대니 김
- 배역: 랜디 힐러

## 수상
- 2011년 제24회 시카고 비평가 협회상 남우조연상
- 2012년 제21회 MTV 영화 & TV 어워즈 최고의 싸움상
- 2012년 제84회 미국 아카데미 시상식 남우조연상
- 2012년 제18회 미국 배우 조합상 영화부문 남우조연상
- 2012년 제45회 시체스영화제 세븐찬스
- 2012년 제17회 크리틱스 초이스 시상식 남우조연상